# DogHero
DogHero é uma empresa brasileira que opera uma plataforma online que conecta donos de cachorros a pessoas que oferecem serviço de hospedagem ou passeios (dog walker) aos cães. Criada em 2014 pelos empreendedores Eduardo Baer e Fernando Gadotti, a startup atua em três países: Brasil, Argentina e México. A rede de anfitriões é formada por mais de 15.000 pessoas espalhadas por mais de 600 cidades brasileiras, algumas argentinas e a capital mexicana.
Em 2018, a DogHero passou a oferecer também o serviço de passeios (dog walker) em São Paulo e no Rio de Janeiro. Em ambos serviços, a empresa fica com um percentual do valor pago pelo cliente. Em 2020, fundiu-se com a Petlove.

## Como funciona
A DogHero pode ser acessada por aplicativo iOS, Android e pela web. Os clientes contratam e pagam pelos serviços diretamente na plataforma. Pela DogHero, os donos de cachorro encontram anfitriões e passeadores rastreados por GPS. Caso o cachorro precise de atendimento veterinário durante a estadia ou passeio, a DogHero reembolsa as despesas.

## História
A DogHero foi fundada pelos empreendedores Eduardo Baer e Fernando Gadotti, que se conheceram quando fizeram um curso MBA na Universidade Stanford, na Califórnia. Quando planejava sua volta ao Brasil, Baer pensou em adotar um cachorro. Mas, ao conversar com amigos que tinham cães, descobriu que alguns deixavam de viajar ou passavam a sair menos de casa por causa do cachorro. Viu nisso uma oportunidade de negócio, dentro do conceito de economia compartilhada, e convidou Gadotti para ser seu sócio. A DogHero foi lançada em agosto de 2014.
Em 2020, fundiu-se com a Petlove, a marca DogHero sendo mantida.

## Investimento
A DogHero já recebeu mais R$ 18 milhões de reais dos fundos de investimento Kaszek Ventures, Monashees Capital, Ignia Partners e Global Founders Capital.
Para começar o negócio, Eduardo Baer e Fernando Gadotti levantaram R$ 500 mil com amigos e investidores-anjo. O fundo Kaszek Ventures fez o primeiro aporte, em agosto de 2015, no valor de R$ 1,5 milhão. Um ano depois, a DogHero recebeu o segundo investimento, de R$ 8 milhões, numa rodada liderada pela Monashees Capital.
No ano de 2017, a DogHero foi selecionada para participar do programa de aceleração de startups do Google.
Em janeiro de 2018, a DogHero levantou uma nova rodada de investimento no valor de R$ 8 milhões – dessa vez conduzida pelos fundos Ignia Partners e Global Founders Capital.